# Бајо Бошковић
Бајо Бошковић (Орја Лука, код Даниловграда, 1835. — Орја Лука, код Даниловграда, 1876) је био сенатор, бригадир. Рођен је у брдском племену Бјелопавлићи, Црна Гора. 
Био је један од завереника против кнеза Данила 1853. године и учествовао је у оружаној побуни у Бјелопавлићима 1854. године. Побуна је угашена. Након изглађивања односа са Данилом постављен је за командира у Бјелопавлићима и командовао је у рату са Омер-пашом 1862. године. Успјешно је водио борбе у Мартинићима, Орјој Луци, Команима и Загарачу, 1871. године па је именован за првог начелника области у Морачи. 
Био је члан Сената на Цетињу, учествовао је у Херцеговачком устанку 1875. године заједно са војводом Пеком Павловићем. Водио је преговоре са аустријским фелдмаршалом Родићем у Суторини. 
Прославио се у бици на Вучјем долу 1876. године, након чега је постао члан Војног савјета кнеза Николе. Због својих ратних заслуга одликован је значајним руским и црногорским одликовањима, а кнез Никола га је опјевао у Бјелопавлићком колу. 
Један је од најбољих познавалаца обичајног права у Црној Гори.
Његов син је Блажо Бошковић.